# Coupe des champions de la CONCACAF 1978
Navigation
Édition précédente Édition suivante
La Coupe des champions de la CONCACAF 1978 était la quatorzième édition de cette compétition.
La phase finale ayant été annulée à cause de problèmes administratifs, les équipes du CSD Comunicaciones, du Defence Force et du Club Universidad de Guadalajara ont été sacrés co-championnes de cette édition.

## Participants
Un total de 19 équipes provenant d'un maximum de 11 nations pouvaient participer au tournoi. Elles appartenaient aux zones Amérique du Nord, Amérique Centrale et Caraïbes de la CONCACAF.
Le tableau des clubs qualifiés était le suivant :
| Nation                 | Club                            | Raison de qualification                          |
| Zone Amérique du Nord  |                                 |                                                  |
| Deuxième Tour          |                                 |                                                  |
| Mexique                | Club Universidad de Guadalajara | Second du championnat du Mexique 1976-77.        |
| Premier Tour           |                                 |                                                  |
| Mexique                | Pumas UNAM                      | Champion du Mexique 1976-77.                     |
| États-Unis             | Maccabi Los Angeles (en)        | Vainqueur de la National Challenge Cup 1977.     |
| Zone Amérique Centrale |                                 |                                                  |
| Premier Tour           |                                 |                                                  |
| Salvador               | Club Deportivo FAS              | Champion du Salvador 1977.                       |
| Salvador               | Once Municipal                  | Second du championnat du Salvador 1977.          |
| Costa Rica             | Deportivo Saprissa              | Champion du Costa Rica 1976-77.                  |
| Costa Rica             | CS Cartagines                   | Second du championnat du Costa Rica 1976-77.     |
| Guatemala              | CSD Municipal                   | Champion du Guatemala 1976.                      |
| Guatemala              | CSD Comunicaciones              | Second du championnat du Guatemala 1976.         |
| Nicaragua              | Universidad Centroamericana FC  | Champion du Nicaragua 1977.                      |
| Nicaragua              | Diriangén FC                    | Second du championnat du Nicaragua 1977.         |
| Zone Caraïbes          |                                 |                                                  |
| Premier Tour           |                                 |                                                  |
| Suriname               | SV Voorwaarts                   | Champion du Suriname 1977.                       |
| Suriname               | SV Transvaal                    | Second du championnat du Suriname 1977.          |
| Trinité-et-Tobago      | Defence Force                   | Champion de Trinité-et-Tobago 1977.              |
| Trinité-et-Tobago      | TECSA                           | Second du championnat de Trinité-et-Tobago 1977. |
| Guyana                 | Thomas United                   | Méthode de qualification inconnue.               |
| Guyana                 | Pele FC                         | Méthode de qualification inconnue.               |
| Antilles néerlandaises | CRKSV Jong Holland              | Champion des Antilles néerlandaises 1977-78      |
| Haïti                  | Racing Club Haïtien             | Méthode de qualification inconnue.               |

## Calendrier
| Tour                          | Nom                    | Date aller             | Date retour            | Équipes participantes | Équipes restantes |
| Phase de qualification (1978) |                        |                        |                        |                       |                   |
| 1                             | Phase de qualification | 1er mai - 17 septembre | 1er mai - 17 septembre | 19                    | 19 à 3            |
| Phase finale (1978)           |                        |                        |                        |                       |                   |
| Phase finale annulée          | Phase finale annulée   | Phase finale annulée   | Phase finale annulée   | 3 à 1                 |                   |

## Compétition

### Phase de qualification

#### ZoneAmérique du Nord

##### Premier tour
| Date    | Pays | Club       | Aller   | Retour  | Club                     | Pays | Commentaire                    |
| 1er mai |      | Pumas UNAM | Forfait | Forfait | Maccabi Los Angeles (en) |      | Forfait avant le premier match |

##### Deuxième tour
| Date        | Pays | Club       | Aller | Retour | Club                       | Pays | Commentaire |
| 9 / 16 août |      | Pumas UNAM | 0-1   | 0-1    | Universidad de Guadalajara |      |             |

#### ZoneAmérique Centrale

##### Premier tour
| Date        | Pays | Club               | Aller | Retour | Club                           | Pays | Commentaire |
| 7 / 9 mai   |      | Deportivo Saprissa | 6-0   | 5-0    | Diriangén FC                   |      |             |
| 14 / 28 mai |      | CS Cartagines      | 0-2   | 1-1    | Club Deportivo FAS             |      |             |
| 21 / 28 mai |      | CSD Municipal      | 5-1   | 3-0    | Universidad Centroamericana FC |      |             |
| 4 / 10 juin |      | CSD Comunicaciones | 3-1   | 2-1    | Once Municipal                 |      |             |

##### Deuxième tour
| Date           | Pays | Club               | Aller | Retour | Club               | Pays | Commentaire |
| 4 / 11 juin    |      | Deportivo Saprissa | 0-0   | 2-1    | Club Deportivo FAS |      |             |
| 5 / 16 juillet |      | CSD Comunicaciones | 2-0   | 0-0    | CSD Municipal      |      |             |

##### Troisième tour
| Date        | Pays | Club               | Aller | Retour | Club               | Pays | Commentaire |
| 6 / 13 août |      | Deportivo Saprissa | 0-1   | 0-2    | CSD Comunicaciones |      |             |

#### ZoneCaraïbes

##### Premier tour
| Date        | Pays | Club               | Aller | Retour | Club                | Pays | Commentaire    |
| 7 / 14 mai  |      | CRKSV Jong Holland | 0-0   | 2-4    | SV Transvaal        |      |                |
| 14 / 21 mai |      | Defence Force      | 0-1   | 3-2    | Thomas United       |      | Tirage au sort |
| 21 / 27 mai |      | Pele FC            | 3-1   | 2-1    | Racing Club Haïtien |      |                |
| 21 / 28 mai |      | SV Voorwaarts      | 2-1   | 1-1    | TECSA               |      |                |

##### Deuxième tour
| Date            | Pays | Club          | Aller | Retour | Club          | Pays | Commentaire |
| 16 / 23 juillet |      | SV Transvaal  | 1-1   | 1-3    | Defence Force |      |             |
| 16 / 23 juillet |      | SV Voorwaarts | 5-1   | 0-1    | Pele FC       |      |             |

##### Troisième tour
| Date              | Pays | Club          | Aller | Retour | Club          | Pays | Commentaire |
| 10 / 17 septembre |      | SV Voorwaarts | 1-2   | 0-2    | Defence Force |      |             |

### Phase Finale
La phase finale a été annulée à cause de problèmes administratifs et de choix de dates, les trois équipes ont donc été sacré co-championnes.
| Co-champion de la CONCACAF 1978          |
| ---------------------------------------- |
| Drapeau du Mexique                       |
| Universidad de Guadalajara Premier Titre |

| Co-champion de la CONCACAF 1978  |
| -------------------------------- |
| Drapeau du Guatemala             |
| CSD Comunicaciones Premier Titre |

| Co-champion de la CONCACAF 1978 |
| ------------------------------- |
| Drapeau de Trinité-et-Tobago    |
| Defence Force Premier Titre     |